# Carmel Mòdol i Bresolí
Carmel Mòdol i Bresolí (Montoliu de Lleida, Segrià, 2 de setembre de 1958) és un polític català, diputat al Parlament de Catalunya en la VII, VIII i IX legislatures.
És enginyer agrònom, especialitat de fitotècnia, per l'Escola Tècnica Superior d'Agricultura de Lleida (Universitat de Lleida). Titulat en enginyeria tècnica agrícola, especialitat d'explotacions agropecuàries, per la Universitat Politècnica de Catalunya (UPC), ha fet estudis d'enginyeria en telecomunicacions a la UPC. També ha fet cursos i jornades tècniques sobre ordenació del territori, cooperativisme agrari, fruticultura, economia, comptabilitat i desenvolupament.
Ha estat delegat dels estudiants a l'ETSEA de Lleida i membre del Claustre de la UPC en representació dels estudiants (1981-1986). Fundador i coordinador (1982-1986) de la Comissió de Cultura de l'ETSEA de Lleida, hi ha estat també membre i secretari (1983-1986) de la Comissió Docent. Fundador del club de cinema i de la revista km-3. Membre de la Comissió d'Avaluació i Selecció de Professors i Investigadors, i adjunt del vicerector d'Ordenació Acadèmica de la UPC (1985-1986). Va participar en el procés de refundació de la Federació Nacional d'Estudiants de Catalunya i va ser secretari d'organització i coordinador del Campus de Lleida (1985-1986).
Ha estat membre del Consell d'Administració de la Corporació Catalana de Ràdio i Televisió (CCRTV) (2000-2003). És membre d'Òmnium Cultural (des del 1999) i membre del Consell Social de la Universitat de Lleida (des del 2003). Militant d'Esquerra Republicana de Catalunya (ERC) des del 1986, ha estat elegit conseller nacional en representació de la comarca del Segrià diverses vegades, president comarcal del partit al Segrià (1996-1997) i president regional de la Federació de Lleida (1997-2001). Ha estat vicesecretari general de Coordinació Interna i Acció Electoral (2001-2004), així com president del Consell Nacional d'ERC. Ha estat elegit diputat a les eleccions al Parlament de Catalunya de 2003, 2006 i 2010.